# Pałac w Białozórce
Pałac w Białozórce – wzniesiony przez Adama Brzostowskiego pod koniec XVIII w. w stylu klasycystycznym.
W późniejszym czasie dobrami w Białozórce władali Michał Brzostowski, jego córka Maria Aniela oraz jej syn Ignacy Krasicki.

## Budowniczy
Adam Brzostowski pełnił funkcję kasztelana połockiego, odznaczony Orderem Orła Białego.  

## Architektura, park
T. J. Stecki pisał, że  pałac był obmurowany na kształt klasztoru. Parterowy obiekt znajdował się w angielskim parku, podzielonym kanałami.